# Kurt Richter
Pour les articles homonymes, voir Richter.
Ne doit pas être confondu avec Kurt Richter (directeur artistique).
Kurt Richter est un joueur d'échecs et un auteur de livres d'échecs est-allemand né le 24 novembre 1900 à Berlin et mort le 19 décembre 1969 à Berlin-Karlshorst. Maître international en 1950, il a remporté le championnat d'Allemagne en 1935. Joueur d'attaque brillant, surnommé Schachfrichter (l'exécuteur), son nom a été donné à deux lignes d'ouvertures : l'attaque Richter-Rauzer de la défense sicilienne et  l'attaque Richter-Veressov de la partie du pion dame.

## Biographie et carrière
Dans les années 1920, Kurt Richter remporta le tournoi de Berlin 1921-1922, le championnat de Brandebourg en 1923 ; finit troisième du tournoi de Berlin 1924, deuxième du championnat de Berlin 1927 (derrière Koch), deuxième du tournoi de Berlin en 1928 (battu en match de départage par Karl Helling) et premier en 1929 (ex æquo avec Carl Ahues) et 1930. Il termina quatrième ex æquo du championnat d'Allemagne 1929 et troisième en 1931. 
Dans les années 1930, il participa aux olympiades d'échecs de 1930 et 1931 (à chaque fois au quatrième échiquier), remportant la médaille de bronze par équipe en 1930 à Hambourg, et à l'olympiade d'échecs officieuse de 1936 à Munich où il jouait au premier échiquier de l'équipe allemande qui reçut la médaille de bronze. Il finit deuxième du tournoi de Berlin en 1930-1931, 1931, premier ex æquo en 1932. Il remporta les tournois de Kiel, Stargard et Hambourg 1932.
Il remporta le championnat de Berlin du printemps 1933 et en 1935 (ex æquo avec Bogoljubov) et termina deuxième du tournoi d'Aix-la-Chapelle en 1933 (derrière Bogoljubov). Champion d'Allemagne 1935 à Aix-la-Chapelle (+7 =7), il finit deuxième du championnat d'Allemagne en 1937.  Il remporta le tournoi de Zoppot 1935 (devant Bogoljbov), finit deuxième du championnat nordique de Bad Nenndorf 1934 (derrière Stahlberg), des tournois de Bad Oeynhausen 1939 et Stuttgart 1939 (derrière Bogoljubov). 
Pendant la Seconde Guerre mondiale, il fut chroniqueur du Deutsche Allgemeine Zeitung. Il termina troisième des tournois de Cracovie 1940, Oberhausen 1941 et du championnat d'Europe d'échecs individuel à Munich en 1942 (derrière Alekhine et Keres).
Après 1945, Richter participa au championnat de Berlin et reçut le titre de maître international en 1950.

## Publications
Après la Seconde Guerre mondiale, Kurt Richter se consacra à l'écriture de livres sur les échecs : 
- (de) Schach-Olympia München 1936 (I. & II.Teil - Bücherei d. Großdt. Schachbundes Band 6 & 7), Rééd., Olms Verlag, Zurich, 1997
- (de) Kombinationen, 2. Auflage, Walter de Gruyter & Co., Berlin 1940 (Erstauflage 1936)
- (de) Der Schachpraktiker, 1946
- (de) Kurzgeschichten un Schachfiguren, Berlin, 1947
- (de) Kurzgeschichten um Schachfiguren, 4. überarbeitete Auflage, Joachim Beyer Verlag, Hollfeld, 2010,  (ISBN 978-3-88805-495-2)
- (de) Die moderne Schachpartie - Theorie und Praxis der Eröffnungen, Horizont Verlag, Berlin, 1948
- (de) Die Hohe Schule der Schachtaktik, Berlin, 1952
- (de) Schach-Delikatessen, Walter de Gruyter & Co., Berlin, 1961
- (de) Schachmatt, 1950traduit en français sous le titre Échec et mat
- (de) Hohe Schule der Schachtaktik, 1952
- (de) Einfälle und Reinfälle, Joachim Beyer Verlag, Hollfeld, 2010,  (ISBN 978-3-88805-496-9)
- (de) 666 Kurzpartien
- Aventures et mésaventures, lecture et étude des échecs,
- Combinaisons, tactique du milieu de jeu.

Avec Rudolf Teschner
- (de) Schacheröffnungen - Der Kleine Bilguer, Walter de Gruyter & Co., Berlin, 1953
- (de) Richtig und falsch - Praktische Endspielkunde, 2. Auflage, Walter de Gruyter & Co., Berlin-New York, 1978
- (de) Dr. Max Euwe - Eine Auswahl seiner besten Partien, 2. Auflage, Walter de Gruyter & Co., Berlin-New York, 1986